# Чесники (Ивано-Франковская область)

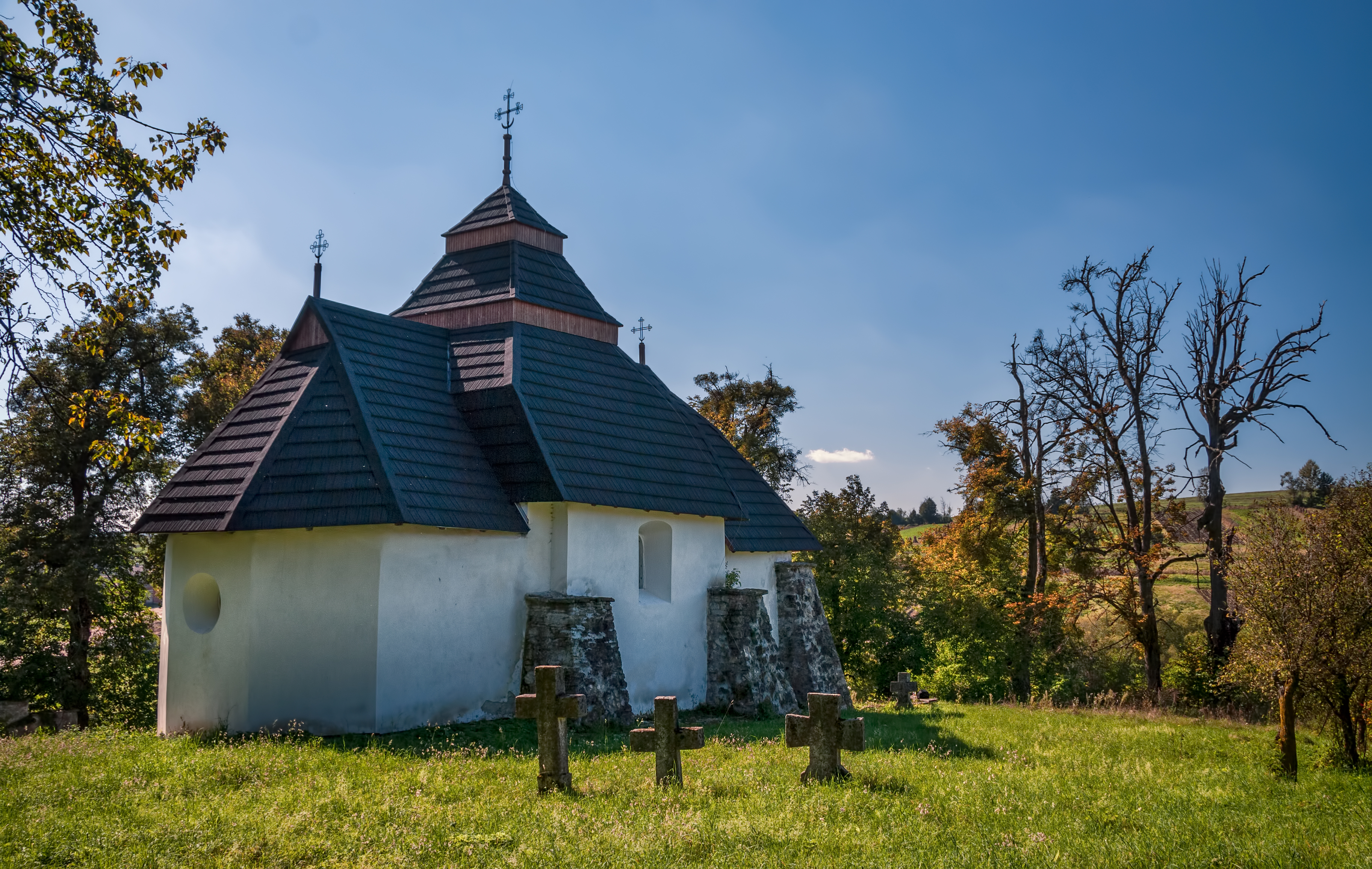
Церковь Святого Николая

Чесники (укр. Чесники) — село в Рогатинской городской общине Ивано-Франковского района Ивано-Франковской области Украины.
Население по переписи 2001 года составляло 852 человека. Занимает площадь 13,411 км². Почтовый индекс — 77042. Телефонный код — 03435.